# ستراسبورغ أي جي
ستراسبورغ أي جي (بالإنجليزية: Strasbourg IG)‏ هو فريق كرة سلة فرنسي تأسس في 1929 يقع في ستراسبورغ، فرنسا. يلعب في الدوري الفرنسي لكرة السلة الدرجة الأولى.

## وصلات خارجية
- الموقع الإلكتروني